# Bobby Dall
Robert Harry Kuykendall, también conocido como Bobby Dall nacido el 2 de noviembre de 1963 en Pensilvania, Estados Unidos, es un músico estadounidense conocido por ser el bajista de la banda Poison. Dall tenía ambiciones de estudiar derecho, pero se dedicó a tocar guitarra, cambió al bajo a la edad de 15. Dall más tarde se trasladó a Los Ángeles con Bret Michaels, Rikki Rockett y Matt Smith. Para tocar con la banda Paris, que más tarde se llamaría Poison.

## Biografía
Dall es el más joven de tres hijos. Se mudó a Florida con su familia por un corto tiempo, pero volvió a Harrisburg cuando todavía era joven. Bobby Dall tiene dos hijos: Zachary Brandon (nacido el 16 de diciembre de 1990) y Zoe Brianne (nacido el 9 de enero de 1997).
Dall siempre ha sido un apasionado de la música desde una edad muy temprana, la mayor parte de su infancia la pasó en su habitación tocando la guitarra durante horas e influenciado por muchos músicos diferentes en sus años de formación. "He estado tocando la guitarra desde que tenía 11 o 12 años". Dice Dall, "Tomé la decisión de cambiar a los graves y se lo di a correr y nunca miró hacia atrás... y aquí estamos. Yo sólo era un chico joven que solía estar sentado en su habitación durante ocho horas cada día, yo era muy solitario, me quedaba en mi habitación y una vez fui a comprar discos y empece tocar la guitarra con el bajo de mis álbumes en todo el día... y así fue como me inicié en la música".
En lo que a bajistas van, Dall admira a los que oscilan por delante Rock and roll. Sus favoritos son Tom Hamilton (Aerosmith), Flea (Red Hot Chili Peppers) y Duff McKagan (Guns N' Roses). Así como las bandas de los 70 como Aerosmith, Van Halen, Cheap Trick y Kiss. Todos los cuales tuvieron mucha influencia en la música de Poison.

## Incidente con Bret Michaels
Durante una presentación del grupo en Atlanta, Bobby Dall y Bret Michaels tuvieron un intercambio de palabras, que terminó llevándolos a los golpes, delante del público. Luego de ser separados por el equipo de seguridad junto con los miembros restantes. Bret Michaels declaró: "Pueden que hayan visto el ultimo concierto de Poison en su formación actual". Este conflicto se produjo cuando la banda estaba interpretando el tema "Talk Dirty to Me". Posteriormente de aquel momento incómodo. Bret se disculpó con la audiencia, argumentando que: "Como hermanos, a veces es bueno ventilar las cosas". Poison terminó el concierto sin volver a hacer declaración alguna por lo ocurrido.

## Discografía

### Poison
- Look What the Cat Dragged In (1986)
- Open Up and Say... Ahh! (1988)
- Flesh & Blood (1990)
- Swallow This Live (1991)
- Native Tongue (1993)
- Poison's Greatest Hits: 1986–1996 (1996)
- Crack a Smile... and More! (2000)
- Power to the People (2000)
- Hollyweird (2002)
- Best of Ballads & Blues (2003)
- The Best of Poison: 20 Years of Rock (2006)
- Poison'd (2007)